# Tuscania
Tuscania (AFI: [/tus'kania/]) é uma comuna italiana da região do Lácio, província de Viterbo, com cerca de 7.717 (Cens. 2001) habitantes. Estende-se por uma área de 208,03 km², tendo uma densidade populacional de 37,10 hab/km². Faz fronteira com Arlena di Castro, Canino, Capodimonte, Marta, Montalto di Castro, Monte Romano, Piansano, Tarquinia, Tessennano, Viterbo.
Não confundir com a região italiana da Toscânia (Toscana em italiano), que fica mais a norte.

## Demografia
| Variação demográfica do município entre 1861 e 2011                               |
|                                                                                   |
| Fonte: Istituto Nazionale di Statistica (ISTAT) - Elaboração gráfica da Wikipedia |